# Thornton (Texas)
Thornton é uma cidade  localizada no estado norte-americano de Texas, no Condado de Limestone.

## Demografia
Segundo o censo norte-americano de 2000, a sua população era de 525 habitantes.
Em 2006, foi estimada uma população de 544, um aumento de 19 (3.6%).

## Geografia
De acordo com o United States Census Bureau tem uma área de
2,6 km², dos quais 2,6 km² cobertos por terra e 0,0 km² cobertos por água. Thornton localiza-se a aproximadamente 147 m acima do nível do mar.

## Localidades na vizinhança
O diagrama seguinte representa as localidades num raio de 32 km ao redor de Thornton.